# 新北市鶯歌區鶯歌國民小學
新北市鶯歌区鶯歌國民小學是一所位在台灣新北市鶯歌區的市立國民小學。

## 校史
| 日期             | 說明                                       |
| ---------------- | ------------------------------------------ |
| 明治40年12月25日 | 創立『三角湧公學校』(即現三峽國小)尖山分校 |
| 明治44年4月1日   | 改稱『尖山公學校』                         |
| 昭和16年4月1日   | 尖山公學校改稱『鶯歌國民學校』             |
| 民國34年8月25日  | 第一任校長王茶坡到任                       |
| 民國57年8月1日   | 改稱為台北縣鶯歌鎮鶯歌國民小學             |
| 民國95年12月25日 | 正式邁入創校一百年                         |

## 歷任校長
- 第一任校長王茶坡
- 第二任校長陳錦祥
- 第三任校長連文奎
- 第四任校長高銘熾
- 第五任校長王順義
- 第六任校長洪武吉
- 第七任校長趙福來
- 第八任校長曾坤輝
- 第九任校長李麗昭
- 第十任校長黃國鏘
- 第十一任校長簡聰義

## 文化資產
建築係1938（昭和十三）年興建，2015年8月13日公告登錄為歷史建築，2024年7月24日，颱風凱米來襲，市議員卓冠廷通報破損並要求盡速搶修，以免擴大損失，新北市政府文化局則表示將盡速會勘並研擬搶修方法。新北市及文化部在此前已有經費補助修復及再利用，但修復規畫計畫2025年初才會完成，修復工作則是在此之後。

## 圖片

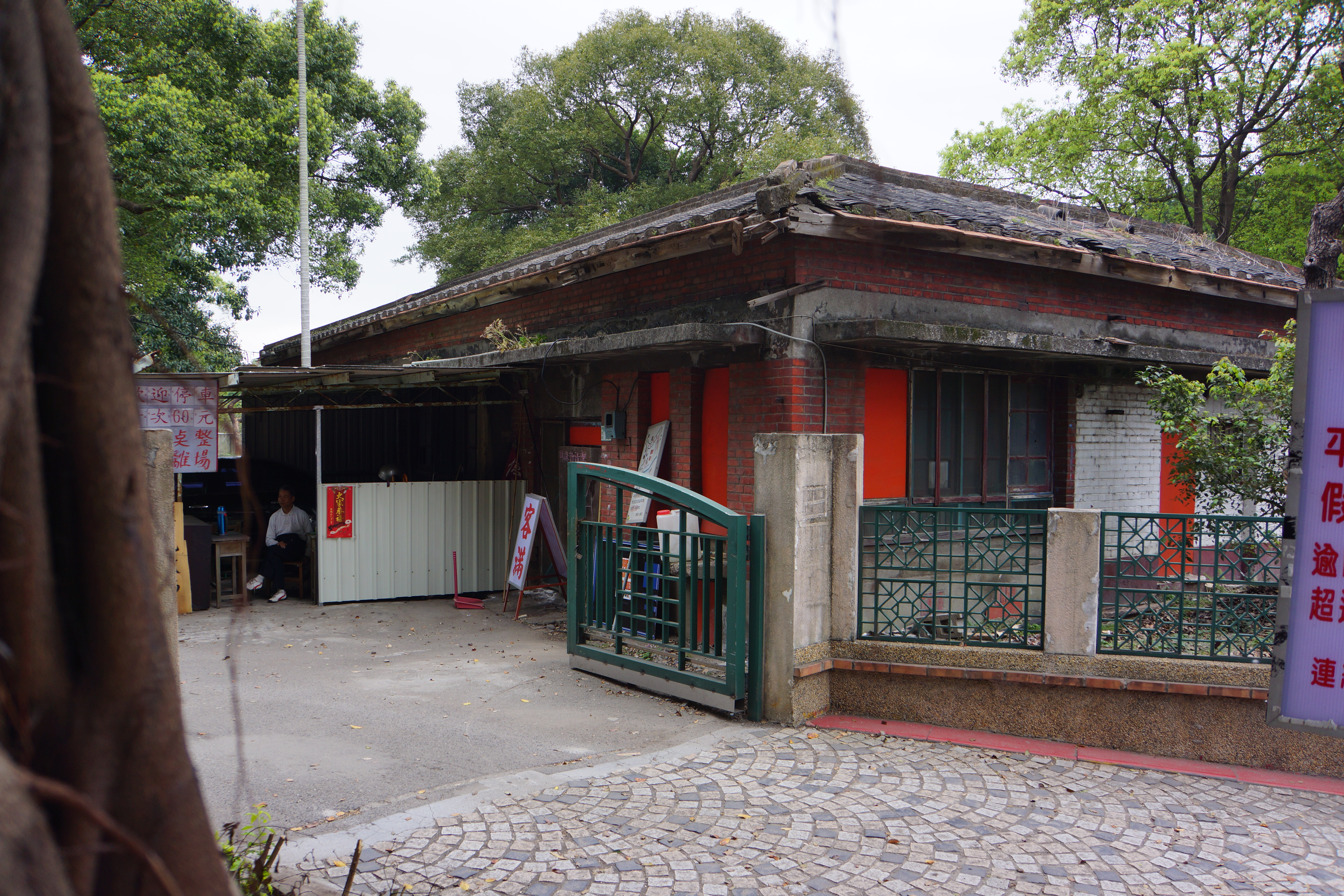
鶯歌國小側門
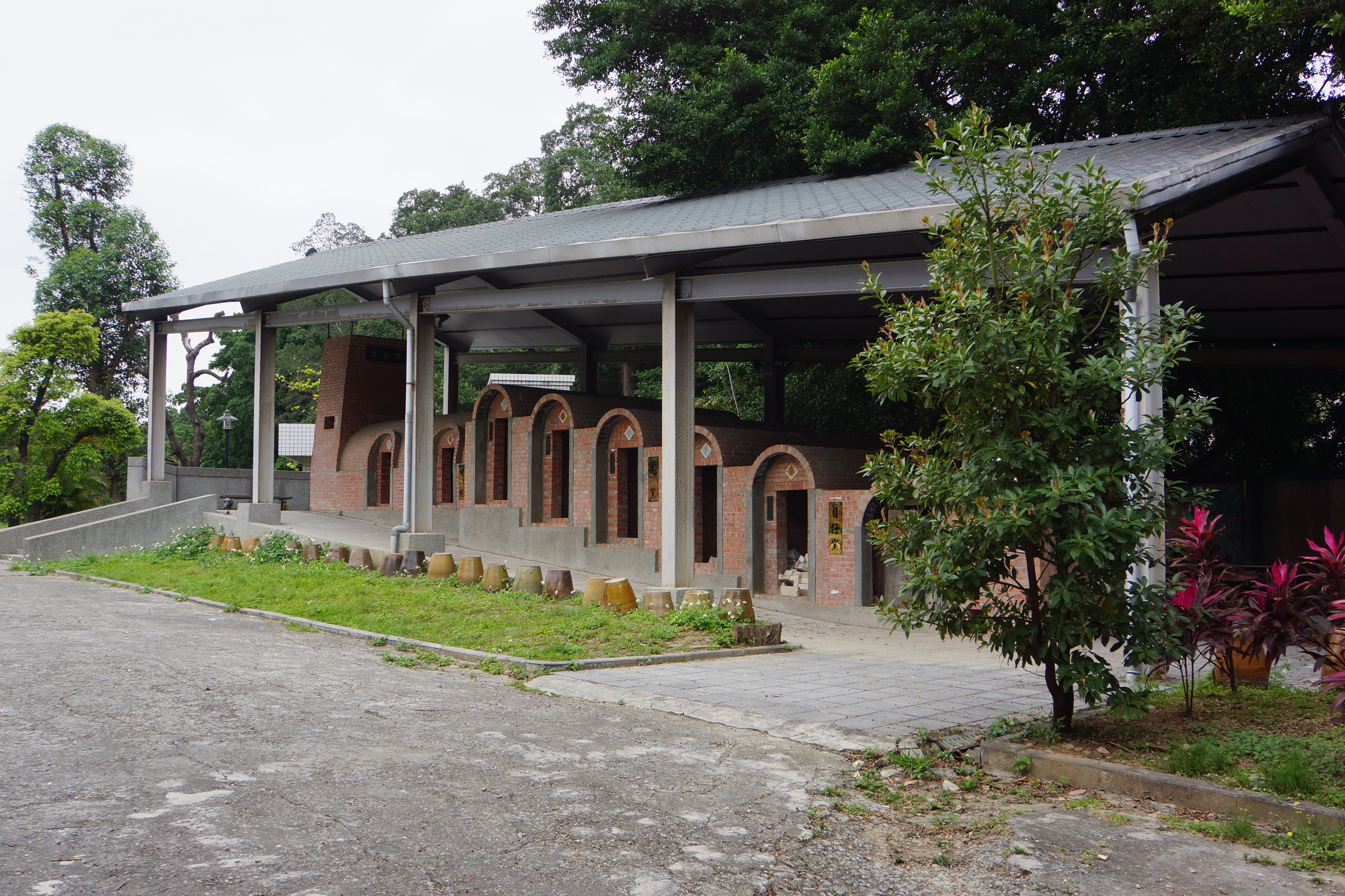
鶯園童窯